# Estância (Sergipe)
Pour les articles homonymes, voir Estancia (homonymie).
Estância est une ville brésilienne du littoral sud de l'État du Sergipe.

## Géographie
Estância se situe par une latitude de 11° 16′ 04″ sud et par une longitude de 37° 26′ 16″ ouest, à une altitude de 53 mètres.
Sa population était de 65 078 habitants au recensement de 2022 et estimée à 66 978 en 2024. La municipalité s'étend sur 642 km2.
Elle est le principal centre urbain de la microrégion d'Estância, dans la mésorégion Est du Sergipe.